# حصن مسار (مناخة)

تعديل مصدري - تعديل

حصن مسار هي إحدى قرى عزلة مسار بمديرية مناخة التابعة لمحافظة صنعاء، بلغ تعداد سكانها 466 نسمة حسب تعداد اليمن لعام 2004.